# Zoljan
Zoljan falu Horvátországban, Eszék-Baranya megyében. Közigazgatásilag Nekcséhez tartozik.

## Fekvése
Eszéktől légvonalban 48, közúton 55 km-re nyugatra, Diakovártól légvonalban 32, közúton 44 km-re északnyugatra, községközpontjától 3 km-re délnyugatra, Szlavónia középső részén, a Krndija-hegység északi lejtőin fekszik. Áthalad rajta a Nekcse-Bród főútvonal és a Nekcse-Pleternica vasútvonal. Településrészei: Tajnovac, Štukino brdo, Donja Mala, Poljana, Novi Zoljan, Stari Zoljan (egykor Švapski Zoljannak is hívták) és Potok.

## Története
A régészeti leletek tanúsága szerint a falu területe már az őskor óta lakott volt. A Nekcsét elkerülő út építésének megelőző munkálatai során az építendő út nyomvonalán, a Grbavica nevű magaslat alatt, a Nekcsei-patak nyugati partján őskori és középkori leletek kerültek elő. 
Számos, a 9. századtól a 10. századig terjedő időre jellemző, fésült hullámokkal díszített középkori kerámiát találtak. Néhány régebbi kerámia és kőszerszám is előkerült, melyek a késő neolitikum és a kőrézkor időszakához, az i. e. 3500 és 2200 közötti időhöz tartozott. A „Gaić” lelőhelyre a Nekcsei-patak délkeleti oldalán, a Gaić-erdőtől nyugatra, a Slobodnica és Alsómiholjác közötti gázvezeték építése során bukkantak. Az itteni szántóföldön és rét területén talált cseréptöredékek és téglák egyértelműen középkori településre utalnak.
A jelek szerint a középkori falu nem a mai helyen, hanem feljebb, a Krndija-hegységben feküdt. Lakói csak a mai út elkészültével települtek le a hegyek közül az út mellé. A régi falu Szent Katalin templomát és plébánosát 1333-ban és 1335-ben is említi a pápai tizedjegyzék. A templom vélhetően a falun kívül, magányosan állt, helye pedig nem egyezik a mai Szent Katalin templom helyével. A korabeli jelentés szerint 1824-ben az új kápolna építésekor bontották le. Zoljant a mai nevén csak a 16. század óta nevezik. Nikolić atya egy 1660-as jelentésében, mely még a török uralom idején kelt „Zoglian” néven említi. A második világháború előtt a Zoljan név helyett még a településrészek neve (Poljana, Donja Mala, Štukino brdo, Švapski Zoljan, Tajnovac és Potok) volt az elterjedt. Ezeket ma is így nevezik.
A török uralom előli felszabadítás után osztozott a nekcsei uradalomhoz tartozó többi falu sorsában. Előbb kamarai birtok lett, majd a nekcsei uradalommal együtt előbb Johann Ferdinand Kyb, majd Catarina Caraffa lett a birtokosa. 1708-ban a nekcsei birtokkal együtt az udvari kamara igazgatása alá került. Az uradalmat 1723-ban a császár Lamperg Ferenc Antal hercegnek adományozta, aki 1726-ban eladta az eszéki erőd parancsnokának, Oduyer Antal gróf tábornagynak. 1734-ben a nekcsei uradalommal együtt a Pejácsevich család lett a település birtokosa, akik a második világháború végéig birtokolták.
Az első katonai felmérés térképén „Soliane” néven található. Lipszky János 1808-ban Budán kiadott repertóriumában „Zolyán” néven szerepel. Nagy Lajos 1829-ben kiadott művében „Zolyan” néven 59 házzal, 355 katolikus vallású lakossal találjuk.
A településnek 1857-ben 361, 1910-ben 759 lakosa volt. Verőce vármegye Nekcsei járásához tartozott. Az 1910-es népszámlálás adatai szerint lakosságának 86%-a horvát, 3%-a magyar anyanyelvű volt. Az első világháború után 1918-ban az új szerb-horvát-szlovén állam, majd később (1929-ben) Jugoszlávia része lett. 1991-ben lakosságának 98%-a horvát nemzetiségű volt. 2011-ben 733 lakosa volt.

## Lakossága
| Lakosság változása | Lakosság változása | Lakosság változása | Lakosság változása | Lakosság változása | Lakosság változása | Lakosság változása | Lakosság változása | Lakosság változása | Lakosság változása | Lakosság változása | Lakosság változása | Lakosság változása | Lakosság változása | Lakosság változása | Lakosság változása |
| ------------------ | ------------------ | ------------------ | ------------------ | ------------------ | ------------------ | ------------------ | ------------------ | ------------------ | ------------------ | ------------------ | ------------------ | ------------------ | ------------------ | ------------------ | ------------------ |
| 1857               | 1869               | 1880               | 1890               | 1900               | 1910               | 1921               | 1931               | 1948               | 1953               | 1961               | 1971               | 1981               | 1991               | 2001               | 2011               |
| 361                | 448                | 483                | 555                | 722                | 759                | 743                | 841                | 892                | 889                | 861                | 823                | 723                | 790                | 817                | 733                |

## Gazdaság
A helyi gazdaság alapja hagyományosan a mezőgazdaság, a szőlőtermesztés és az állattartás. A lakosság egy része a Našicecementu d.o.o. cementüzemben dolgozik.

## Nevezetességei
- Alexandriai Szent Katalin tiszteletére szentelt római katolikus temploma 1922-ben épült, 1971-ben megújították. A nekcsei Szent Antal plébánia filiája. A falu régi kápolnáját 1824-ben építették és a mai templom építésekor bontották le.
- A falutól nem messze a Krndija lejtőjén fekvő erdőben a Crni Potok nevű helyen az 1990-es évek közepén emlékművet állítottak fel a horvát hadseregnek a környező falvakból származó, partizánok által meggyilkolt és eltűnt katonáinak tiszteletére. Ezt a brutális bűncselekményt a partizánok 1945. júniusában követték el.

## Oktatás
A falu tanulói a nekcsei Dora Pejačević általános iskolába járnak.

## Sport
- Az NK Zoljan labdarúgócsapata a megyei 2. ligában szerepel.
- "Veteran 132" Zoljan lövészklub

## Egyesületek
- A DVD Zoljan önkéntes tűzoltóegyletet 1983-ban alapították.
- LU "Jelen" Zoljan vadásztársaság
- UU Zoljan +50 nyugdíjas egyesület